# Partido Nacional (Chile, 1956-1958)
El Partido Nacional fue un partido político chileno de centroderecha que tuvo existencia entre 1956 y 1958.

## Historia
Fue fundado el 8 de agosto de 1956, como resultado de la fusión del Partido Agrario Laborista Recuperacionista de 1954, el Movimiento Nacional Independiente de Jorge Lavandero Eyzaguirre, y el Partido Nacional Agrario. Estos dos últimos habían sido aliados desde enero de ese año en la Federación Nacional Popular (FENAPO).

Es una agrupación política organizada para realizar la tarea histórica que corresponde a nuestro tiempo: la restauración política, económica y social de la República.
Ideario del partido.

Inmediatamente después su constitución, la nueva colectividad designó a quienes conformarían la Junta Ejecutiva Nacional, que sería su máxima autoridad. Como presidente resultó elegido Julián Echavarrí Elorza; Jorge Lavandero Eyzaguirre, como vicepresidente; Manuel Bart Herrera como vocal y Lautaro Ojeda como secretario general. Como representante de los senadores, Guillermo Pérez de Arce y como representante de los diputados, Jorge Meléndez Escobar y Jorge Rigo-Righi.
También formó parte de él Jaime Larraín García-Moreno, antiguo dirigente del Partido Agrario Laborista (PAL). En las elecciones parlamentarias de 1957 logró siete diputados y tres senadores; Pérez de Arce, Echavarrí y Lavandero.
Integró el Bloque de Saneamiento Democrático en 1958, grupo que buscaba impedir el triunfo de  Jorge Alessandri Rodríguez en la elección presidencial de 1958, en la que apoyó al candidato democratacristiano, Eduardo Frei Montalva. El 12 de octubre de ese año desapareció al fusionarse con el PAL en el Partido Nacional Popular.

## Resultados electorales

### Parlamentarias
| Elección | Diputados | Diputados  | Diputados | Senadores | Senadores  | Senadores |
| Elección | Votos     | % de votos | Escaños   | Votos     | % de votos | Escaños   |
| -------- | --------- | ---------- | --------- | --------- | ---------- | --------- |
| 1957     | 37 975    |            | 7/147     | s/i       |            | 3/45      |